# Chiesa di Sant'Antonio Abate (Calasca-Castiglione)
La chiesa di Sant'Antonio Abate è la parrocchiale di Calasca, frazione del comune sparso di Calasca-Castiglione, in provincia e diocesi di Novara; fa parte dell'unità pastorale di Villadossola.
La chiesa è detta "Cattedrale tra i boschi" per la sua maestosità e la sua imponenza.

## Storia
L'originario luogo di culto di Calasca dedicato a Sant'Antonio Abate sorse nel Quattrocento.
La chiesa venne poi interessata tra il 1568 e il 1634 di un intervento di ampliamento.
La prima pietra della nuova parrocchiale a tre navate fu posta nel 1791; l'edificio, ampio e abbellito da molte decorazioni, venne portato a compimento nel 1797.

## Descrizione

### Facciata
La facciata a salienti della chiesa, rivolta a nordest, è suddivisa da una cornice marcapiano in due registri: quello inferiore, preceduto dal portico che si apre frontalmente su cinque archi a tutto sesto, è caratterizzato dal portale d'ingresso, sormontato dalla scritta "Divo Antonio Magno populus Calaschae", mentre quello superiore, coronato dal frontone triangolare e affiancato da due volute, presenta centralmente una finestra e ai lati due nicchie.
Ad alcuni metri dalla parrocchiale si erge il campanile in pietra a base quadrata, la cui cella presenta su ogni lato una serliana ed è coronata dalla guglia piramidale.

### Interno
L'interno dell'edificio si compone di tre navate, separate da colonne e pilastri sorreggenti degli archi sopra i quali corre la trabeazione aggettante e modanata su cui si impostano le volte; al termine dell'aula si sviluppa il presbiterio, rialzato di alcuni gradini, delimitato da balaustre e chiuso dall'abside di forma semicircolare.